# تپه خدایی
تپۀ خدایی یک تپۀ باستانی مربوط به دوران پیش از تاریخ ایران باستان تا دوران‌های تاریخی پس از اسلام است که در شهرستان سنقر، بخش مرکزی، روستای فارسینج واقع شده‌است. این اثر در تاریخ ۱۲ تیر ۱۳۸۴ با شمارهٔ ثبت ۱۲۰۲۲ به‌عنوان یکی از آثار ملی ایران به ثبت رسیده است.

## تعیین عرصه و حریم
در ۲۴ خرداد ۱۴۰۲ اعلام شد که کار تعیین عرصه و حریم تپه خدایی توسط تیم باستان شناسی به سرپرستی محمود حیدریان آغاز شده که تا چند روز طول خواهد کشید.